# Tampere Open 1990
Il Tampere Open 1990 è stato un torneo di tennis facente parte della categoria ATP Challenger Series nell'ambito dell'ATP Challenger Series 1990. Il montepremi del torneo era di $100 000 ed esso si è svolto nella settimana tra il 16 luglio e il 22 luglio 1990 su campi in terra rossa. Il torneo si è giocato a Tampere in Finlandia.

## Vincitori

### Singolare
Renzo Furlan ha sconfitto in finale  Fernando Luna con il punteggio di 6–3, 6–3.

### Doppio
Mark Koevermans /  Jan Siemerink hanno sconfitto in finale  Massimo Cierro /  Tobias Svantesson con il punteggio di 6–1, 6–2.